# Молочный сепаратор
Молочный сепаратор — механическое или электромеханическое приспособление для очистки молока либо разделения (сепарирования) молока на разные фракции.

## Устройство сепаратора-молокоочистителя
Сепаратор для очистки молока представляет собой центрифугу, в которой под воздействием центробежных сил происходит разделение молока от примесей (очистка молока).
Цельное молоко подаётся в сепаратор сверху и стекает по полому каналу, который служит осью вращения тарелкодержателя. Тарелкодержатель представляет собой полый шлицевой вал с набором конических тонкостенных тарелок, в пространствах между которыми происходит разделение молока на фракции.
В молокоочистителе молоко в пространство между дисками (межтарелочное пространство) поступает с периферии.
Центробежная очистка молока в сепараторе становится возможной за счёт разной плотности между частицами плазмы молока и посторонними примесями. Посторонние примеси с более высокой плотностью, чем у плазмы молока, центробежной силой отбрасываются к стенками вращающегося барабана, выдавливая более лёгкую плазму к центру.
Посторонние примеси при вращении барабана оседают на внутренней поверхности корпуса сепаратора в виде шлама, который после окончания очистки молока удаляется при разборке барабана или автоматически в саморазгружающихся сепараторах.

## Устройство сепаратора-сливкоотделителя
Устройство сепаратора-сливкоотделителя конструктивно схоже с устройством  сепаратора-молокоочистителя, за исключением того, что в конических тарелках имеются отверстия, по которым молоко поднимается в верхнюю часть комплекта тарелок и растекается между ними. Также зазор между дисками в сравнении с сепаратором-молокоочистителем очень мал.
Между дисками создаётся малый зазор, в котором  происходит разделение фракций под воздействием центробежной силы и гравитации. Молоку придаётся вращательное движение и его скорость достигает скорости вращения дисков.
Небольшой зазор между тарелками создаёт относительно тонкий слой перемешиваемого молока, в котором жировые шарики быстрее и чаще сталкиваются друг с другом, образуя цельную фракцию.
В межтарелочном пространстве вращающиеся вокруг оси барабана жировые шарики, как более легкая фракция молока, движутся к центру барабана по внутренней части тарелок, далее по зазору между кромкой тарелки и тарелкодержателем поднимаются вверх и поступают в камеру для сливок.
Нежирная фракция (обезжиренное молоко) собирается у наружной части барабана. Сливки и обезжиренное молоко поднимаются соответственно по внутренней и наружной частям тарелкодержателя.
Процесс разделения молока на фракции в сепараторе подчиняется закону Стокса.
В случае, когда молочный сепаратор имеет ручной привод, для создания высокой частоты вращения барабана в нём применяется мультипликатор.